# Бубац
Бубац је мишићни желудац код птица, присутан и код крокодила, диносауруса и неких риба. Код птица, у бупцу се врши механичко дробљење чврсте зрнасте хране. Неке од птица које поседују бубац су: кокошке, патке, голубови.